# Compagnons de la Révolution

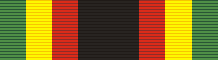
Le ruban de l'ordre

L’ordre des Compagnons de la Révolution est une décoration honorifique du Congo-Kinshasa, sous la deuxième république à l’époque du Zaïre. Elle est instituée le 10 janvier 1974 par l'ordonnance-loi n° 74-016.
Ces membres portent le titre de Compagnon de la Révolution. Le président de la république en est le Grand Chancelier.
Initialement, l’ordre compte quatorze membres[réf. souhaitée], tous signataire de l’Acte de proclamation de la seconde république du 24 novembre 1965.
Sur propositions des Compagnons de la Révolution, la femme du président Mobutu Sese Seko a été élevée, à titre, posthume, au rang de Compagne de la Révolution pour avoir été la seule citoyenne à avoir été associée à l’Acte de proclamation.
Le 30 août 1978, le président de la république, reconnait la qualité de Membres adhérents de l’ordre à quatre officiers non signataires de l’Acte de proclamation, qui y était étroitement associés, par l'ordonnance-loi n° 78-026.
Par l’ordonnance-loi n° 85-023 du 30 mars 1985, le nombre des Compagnons de la Révolution est porté de quatorze à dix-neuf pour inclure les Membres adhérents ainsi que la défunte épouse du président-fondateur du Mouvement populaire de la Révolution (MPR).
En 1989 le maréchal Mobutu a élevé les généraux à la retraite Bangala, Tukuzu, Nkulufa et Wabali au rang de généraux de division ; les colonels à la retraite Moyango et Malila comme généraux de brigade ; le capitaine Ilosono comme major tandis que Lono Malangi portait déjà le grade de général de brigade depuis quelques années.

## Membres[2]
- Mobutu Sese Seko, Maréchal
- Marie-Antoinette Mobutu Sese Seko
- Singa Boyenge Mosambaye, Général d’Armée
- Bobozo Salelo Ndembo Aduluma, Général d’Armée
- Mulamba Nyunyi wa Kadima, Général de Corps d’Armée
- Massiala Kinkela Kulu Kangala, Général de Corps d’Armée
- N'Zoigba Yeu Ngoli, Général de Corps d’Armée
- Itambo Munkina wa Kambala, Général de Corps d’Armée
- Ingila Grima, Général de Corps d’Armée
- Bangala Oto wa Ngama, Général de Brigade
- Tukuzu Gusu Wo, Général de Brigade
- Basuki Belenge Nsongo, Général de Brigade
- Malila-Ma Kende, Colonel
- Monyango Bikoko, Colonel
- Joseph Tshatshi, Colonel
- Wabali Bakitambisa, Général de Brigade
- Nkulufa Lombindo, Général de Brigade
- Lonoh Malangi, Lieutenant-Colonel
- Ilosono Bekili, Capitaine